# PRV-11
Radioaltimetrul PRV-11 (în rusă ”Вершина”, index GRAU - 1RL119, după clasificarea NATO ”Side Net”) a fost un radar sovietic exploatat din anul 1961 în fosta URSS. A fost și în înzestrarea țărilor fostului Tratat de la Varșovia, inclusiv în Armata României. În prezent nu se exploatează.

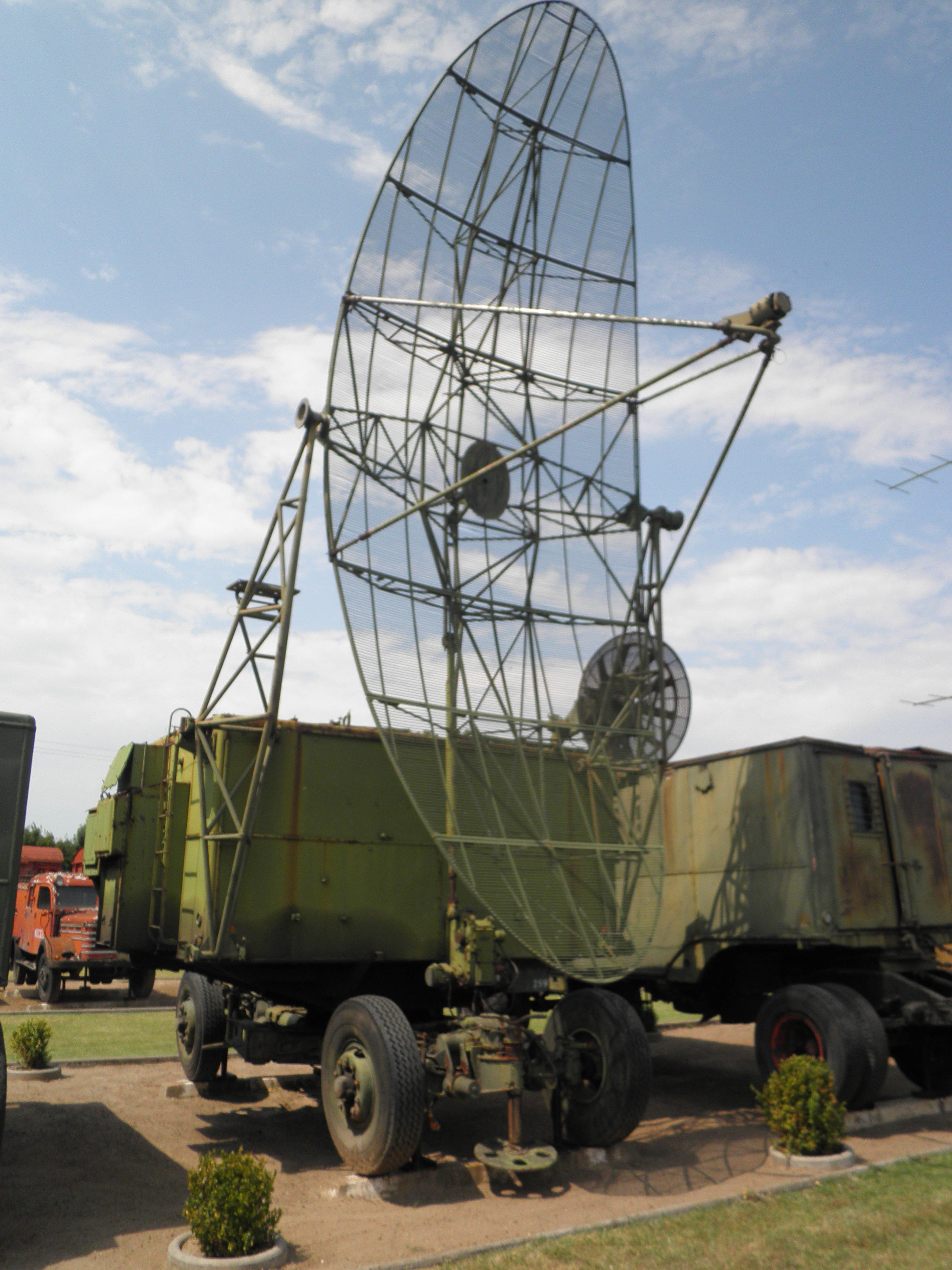
Cabina emisie recepție a radioaltimetrului PRV-11

## Scurt istoric
Încă din anul 1953, în Institutul de Cercetări 244 al Ministerului Producției de Armament a început proiectarea radioaltimetrului protejat la bruiaj PRV-11 ("Verșina"). A fost o mare modernizare a radioaltimetrului PRV-10. Prototipul radioaltimetrului a fost realizat la uzina 588 a aceluiași minister (șef de proiect V.A. Sivtsov), testele de stat  au fost trecute în anul 1961 în poligonul din Donguzsk. Radioaltimetrul a fost adoptat și introdus în exploatare. Până în anul 1965 acesta a fost realizat la Uzina Electromecanică din Lianozovsk, după care producția a fost transferată uzinei ”Iscra”. 

## Destinație
Radioaltimetrul PRV-11 este destinat pentru determinarea înălțimii de zbor a mijloacelor aeriene pe baza coordonatelor (azimut și distanță) primite de la un radiotelemetru, transmise prin voce de către un operator sau semiautomat în cazul conjugării cu un radiotelemetru. 

## Scurtă prezentare
Ca emițător era folosit un generator magnetron cu frecvența variabilă, ceea ce asigura protecția la bruiajul activ de zgomot prin reacordarea frecvenței de lucru pe una din cinci frecvențe de operare fixate anterior. Aparatura de protecție împotriva bruiajului pasiv, asigurată prin sistemul de selecție a țintelor mobile folosind metoda de compensare după o perioadă pe tuburi potențialoscop, a fost instalată în dulapul cu indicatorul de înălțime. 
Radioaltimetrul PRV-11 a putut fi conectat cu aproape toate radiotelemetrele contemporane cu el. Urmașul acestuia a fost radioaltimetrul PRV-13, realizat în varianta cu balansare mecanică a sistemului de antenă sau cu balansare hidraulică.
Tot echipamentul radarului PRV-11 a fost montat pe trei remorci: 
- Cabina V (pivotantă) - cu aparatura emisie recepție montată pe un afet de tun de tip KZU-16. Pe partea laterală a cabinei s-a instalat sistemul de antenă cu balansare mecanică și mecanismul pentru montarea și demontarea reflectorului antenei;
- Cabina Ă - (tip 761) cu stația electrică AD-30. Într-o parte a cabinei a fost dispus dulapul de comandă și indicatorul de înălțime;
- Cabina ĂR - (tip 761) cu stația electrică AD-30 de razervă;
- Container - pentru transportul instalației de antenă demontate și containere cu role de cablu.

## Date tehnico-tactice
- frecvența de lucru - banda E;
- distanța de descoperire a avioanelor de luptă:
- la altitudini medii și mari (până la 34.000 m) - 230 km;
- la altitudine joasă (500 m) - până la 60 km;
- unghiul de înălțare al diagramei de directivitate în plan vertical (în timpul balansării antenei) - între 0,5 și 30 de grade;
- eroarea de măsurare în distanță - 1.000 m;
- eroarea de măsurare în înălțime - între 200 și 500 m, la distanțe de 200 - 230 km;
- puterea în impuls a generatorului magnetron - 1,2 Mw;
- sensibilitatea receptorului - 3,5 microvolți;
- lățimea fasciculului emis format de antenă - în plan orizontal 2,6 grade; în plan vertical 1,1 grade;
- timpul de strângere sau desfășurare, cu echipaj complet, 3 ore.